# Westlake (Texas)
Westlake kisváros az USA Texas államában, Tarrant és Denton megyében. Lakosainak száma 1623 fő (2020. április 1.).

## Népesség
A település népességének változása:

| 2010 | 992   |
| 2020 | 1 623 |